# Wielka kronika

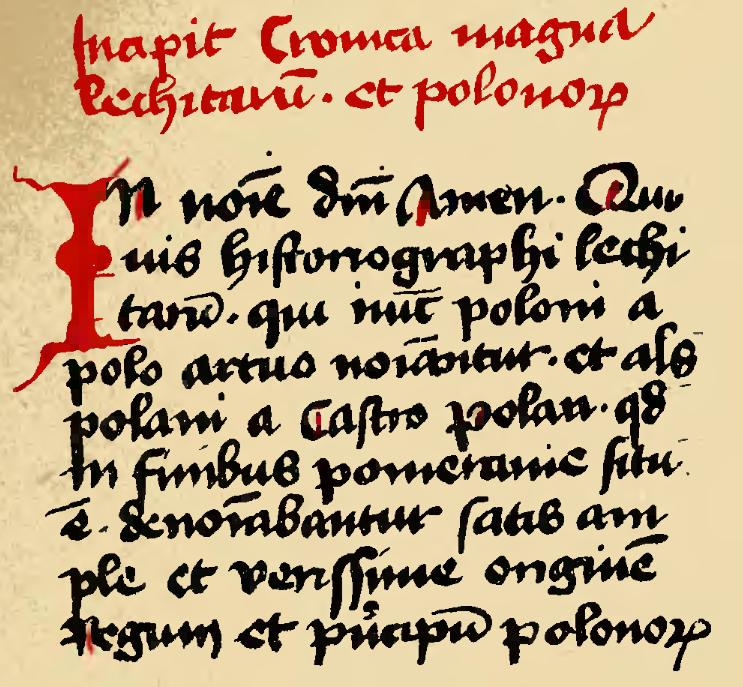
Początek Wielkiej Kroniki w Kodeksie Stanisława Augusta z XV wieku.

Wielka kronika lub Kronika wielka (łac. Chronica magna), pełny tytuł Kronika długa czyli wielka Polaków czyli Lechitów (łac. Chronica longa seu magna Polonorum seu Lechitarum) – obszerny zwód źródeł historycznych spisany w XIV wieku, składający się z Kroniki wielkopolskiej, roczników wielkopolskich oraz kilku ekscerptów z annalistyki krakowskiej, zapisków kalendarzowych różnego pochodzenia, luźnych not z końca XIV w. pochodzących z Gniezna oraz Kroniki Janka z Czarnkowa. Zwód był redagowany dwukrotnie w ostatnich latach XIV wieku, o czym świadczy dwojaki układ tekstów w rękopisach. Żadne ze źródeł historycznych wchodzących w skład Wielkiej kroniki nie jest oryginalne, wszystkie są kopiami innych dzieł historycznych. Jednak dzieła te znane są niemal wyłącznie z tekstów zachowanych w Kronice a badania nad nią mają bardzo duże znaczenie dla odtworzenia dziejów średniowiecznej Polski.

## Redakcje
Zwód zachował się w dziewięciu rękopisach dzielących się, ze względu na zawartość zbioru, na dwie rodziny. Do rodziny pierwszej należą cztery rękopisy, do drugiej pięć rękopisów. 

### Pierwsza rodzina rękopisów
Do pierwszej rodziny rękopisów zaliczają się najlepszy co do tekstu ze wszystkich Rękopis ottoboniański (przechowywany w  Bibliotece Watykańskiej), Kodeks królewiecki (przechowywany w Getyndze), Kodeks Sędziwoja z Czechla (przechowywany w Bibliotece Czartoryskich) oraz Kodeks Stanisława Augusta (przechowywany w Bibliotece Narodowej).
Zbiór źródeł historycznych w rękopisach tej rodziny występuje w następującym porządku:
1. Kronika wielkopolska
2. Rocznik krótki, część pierwsza, lata 965-1135
3. Kronika Janka z Czarnkowa (rozdziały 4-116)
4. Kalendarz i Spominki włocławskie do roku 1351
5. Rocznik kapituły poznańskiej, lata 965-1309
6. Rocznik kapituły gnieźnieńskiej, lata 1192-1247, oraz luźne noty pochodzące z Gniezna
7. Mieszane zapiski rocznikarskie z XIII i XIV wieku
8. Rocznik wielkopolski (wyciąg z Rocznika kapituły krakowskiej)
9. Zapiski rocznikarskie oraz Kronika krakowska, lata 1202-1376 (rozdział 3 Kroniki Janka z Czarnkowa)
10. Zapiski z roku 1333 (rozdziały 1 i 2 Kroniki Janka z Czarnkowa)

### Druga rodzina rękopisów
Drugą rodzinę rękopisów tworzą Rękopis wrocławski (najlepszy), Rękopis sieniawski, Rękopis wilanowski, Rękopis Jana z Dąbrówki (lubiński) oraz Rękopis krakowski. Źródła historyczne są w nich ułożone w następującej kolejności:.
1. Kronika wielkopolska
2. Rocznik krótki, część pierwsza, lata 965-1135
3. Kalendarz i Spominki włocławskie do roku 1351
4. Rocznik kapituły poznańskiej (początek)
5. Zapiski rocznikarskie oraz Kronika krakowska, lata 1202-1376 (rozdział 3 Kroniki Janka z Czarnkowa)
6. Rocznik kapituły gnieźnieńskiej, lata 1192-1247
7. Rocznik kapituły poznańskiej (końcówka)
8. Rocznik kapituły poznańskiej (część środkowa)
9. Mieszane zapiski rocznikarskie z XIII i XIV wieku
10. Rocznik wielkopolski (początek)
11. Zapiski z roku 1333 (rozdziały 1 i 2 Kroniki Janka z Czarnkowa)
12. Rocznik wielkopolski (reszta)
13. Kronika Janka z Czarnkowa (rozdziały 4-116)
14. Luźne noty pochodzące z Gniezna

Tekst z drugiej rodziny rękopisów jest przeróbką zbioru z pierwszej rodziny. XIV-wieczny redaktor przeprowadził nowe porządkowanie materiału w ten sposób, aby powstał z niego w miarę spójny ciąg chronologiczny dla lat 730-1384.

## Okoliczności powstania
Jak ustalili badacze, pierwotna wersja Wielkiej kroniki powstała pod koniec XIV wieku w bibliotece arcybiskupa gnieźnieńskiego, służąc potem za podstawę dalszym odpisom w Gnieźnie i Poznaniu. Druga redakcja była znana na początku XV w. w  kręgach Uniwersytetu Krakowskiego. Prawdopodobnie najstarszy przedstawiciel tej grupy rękopisów znalazł się już około 1400 roku na dworze Władysława Jagiełły.
Teksty zebrane w Wielkiej Kronice nie są znane skądinąd – pochodzą więc prawdopodobnie z egzemplarzy zabranych z różnych
miejsc i złączonych w jeden księgozbiór albo „tekę” z materiałami. Zbierane były zapewne jako źródła do jakiegoś nowego dzieła historycznego. „Teka” lub „biblioteczka” uległa zniszczeniu już po wykonaniu obu redakcji. 
Część historyków przypuszcza, że źródła historyczne zgromadził w kapitule gnieźnieńskiej podkanclerzy Kazimierza Wielkiego,  archidiakon gnieźnieński Janko z Czarnkowa. Piastował on różne godności duchowne w Poznaniu, Gnieźnie, Włocławku, Krakowie i Wrocławiu, mógł więc skopiować teksty lub zabrać oryginały rękopisów dzieł, wchodzących w skład Wielkiej Kroniki. Chciał zapewne na ich podstawie napisać własną historię Polski, ale ukończył jedynie część opowiadającą o czasach jemu współczesnych. Na tezę taką nie ma jednak dowodów i wielu badaczy ją kwestionuje, gdyż w Wielkiej Kronice znalazły się notatki pochodzące z lat już po śmierci Janka.

## Znaczenie
Badacze przyjmują, że kolekcjonowanie źródeł historycznych w Wielkiej kronice było wstępem do planowanej pracy kronikarskiej. Zwód powstał w ostatnich latach XIV wieku w postaci, jaka jest współcześnie znana. Pierwsza redakcja została sporządzona w Wielkopolsce, najprawdopodobniej w Gnieźnie. Materiały wielkopolskie zostały zapożyczone przez dwór lub uniwersytet w Krakowie, gdzie w czasach Jadwigi i Jagiełły, wokół kancelarii królewskiej, powstawał oficjalny ośrodek polskiej historiografii dworskiej. Tam przeredagowano chronologicznie zbiór wielkopolski.
W Wielkiej kronice zachowały się jedyne kopie większości roczników wielkopolskich, Kroniki wielkopolskiej oraz Kroniki Janka z Czarnkowa.
Po zredagowaniu Wielkiej kroniki zamiar napisania całej historii Polski przewijał się w piśmiennictwie. Kontynuatorami zbierania w tym celu źródeł historycznych byli między innymi Mikołaj Trąba i Jan z Dąbrówki. Realizacji tego zadania podjął się w połowie XV wieku Jan Długosz, który w swoich Rocznikach wykorzystał źródła zebrane w Wielkiej kronice.